# Ioan Barb
Ioan Barb (n. 5 noiembrie 1960, Călan, județul Hunedoara) este un jurnalist, poet și prozator român. Din 2011 este membru al Uniunii Scriitorilor din România, filiala Sibiu.

## Date biografice
Viața de poet a lui Ioan Barb începe în 1979, când a debutat într-o antologie a cenaclului "Radu Stanca" din Călan, "Sub arcuri de lumini". Scria cu frenezie și a umplut câteva caiete cu versuri, pe care, pe unele le-a distrus, pe altele le-a pierdut. A tăcut o perioadă, o altă perioadă a făcut gazetărie (1997 - 2003) și s-a luptat să scape de orice formă a metaforei, de orice imagine poetică. A rezistat până în 1998, când debutează cu volumul "Tăcerea ca o flacără", editura Călăuza, Deva. A urmat din nou o lungă perioadă de pauză în care n-a mai scris niciun vers, revine în viața literară în 2010, an în care fondează la Călan revista de cultură și literatură "Algoritm Literar" și publică volumele "Picăura de infinit" și "Sub via ființei plâng strugurii", ambele foarte bine primite de critica literară.
Este absolvent al Facultății de Drept, București, licențiat în științe juridice, cu un masterat în administrație publică și protecția drepturilor minorilor Universitatea Constantin DRĂGAN, Lugoj (2005). În prezent profesează avocatura, fiind membru în Baroul Hunedoara.

## Activitatea literară
A debutat cu patru poeme în antologia Sub arcuri de lumini, Deva, 1979, ediție îngrijită și coordonată de Silviu Guga, prefațată de Radu Ciobanu. Revista Transilvania, Sibiu, 1984, poemul Mesteacănul. A colaborat la numeroase publicații literare și culturale, printre care România Literară, Vatra, Luceafărul de dimineață, Transilvania, Viața românească, Familia, Euphorion, Convorbiri literare, Arca, Discobolul, Apostrof, Mișcarea literară, Poesia, Feed –Bek, Zona Literară, Algoritm literar, Litere, Argeș, Actualitatea literară, Literatura de azi, Cafeneaua literară, Ziarul financiar (Ziarul de duminică), Cenaclul de la Păltiniș, Semne, Ardealul literar și artistic, Citadela, etc.

### Cărți publicate
- Tăcerea ca o flacără, poeme, Ed. Călăuza, Deva, 1998, debut editorial.
- Picătura de infinit, poeme, ed. ATU Sibiu, 2010.
- Sub via ființei plâng strugurii, poeme, Ed. ATU, Sibiu, 2010.
- Babilon, poeme, Ed. Brumar, Timișoara, 2011.
- Sabatul interior, poeme,  ed. Limes, Cluj-Napoca, 2011.
- Meditând închis în ochiul ciclopului, poeme,  ed. Brumar, Timișoara, 2013.
- Ostatec în cer, antologie de poezie, ed. Tipo Moldova, Iași, 2012.
- Orașul scufundat, proză, ed. Cenaclul de la Păltiniș, Sibiu, 2013.
- Plăcuța Ouija (Avatarurile lui Schreber), poeme, Ed. Brumar, 2015, alături de Liviu Ofileanu ( Muzică vieneză în vagonul de dormit).
- Dumnezeul din paharul cu votcă, proză, ed. Tritonic, București, 2016.
- Orasul alb, poeme, ed. Paralela 45, Pitești, 2016.
- Imnul frumoasei Olivetti, poeme, ed. Cartea Romanesca, București, 2018.
- Cetățile de scăpare,  poeme, ed. Școala Ardeleană, Cluj. Napoca, 2020
- Descântec pentru amăgit uitarea, antologie de autor, ed. Junimea, Iași 2021.

### Volume colective
- Sub arcuri de lumină, Deva, poeme, 1979, debut, Coordonator prof. Silviu Guga.
- Harfele harului, poezie creștină, Ed. Corvin, Deva, 2007, coordonator Eugen Evu..
- Tratamente pentru inimă, poeme, volum colectiv, 5 autori: Liviu Ioan Mureșan, Teodor Dume, Alexandru Gheție, Ottilia Ardeleanu, Vali Slavu, Ioan Barb, ed. STUDIS - Iași, 2011.
- Antologie de poezie română contemporană, 90 de poeti antologati, editie în limba germană, engleză și franceză, vol. I,  ed. Tipo Moldova, Iasi, 2013, prefață de Valeriu Stancu,. Traducere: Raluca Iancu (franceză), Irina Șerbu (engleză), Radu Hristu Buiuca (germană).